# Melanostoma dubium
Melanostoma dubium là một loài ruồi trong họ Ruồi giả ong (Syrphidae). Loài này được Zetterstedt mô tả khoa học đầu tiên năm 1837. Melanostoma dubium phân bố ở vùng Cổ Bắc giới